# Hans Joachim Störig
Hans Joachim Störig (Quenstedt, Harz, 25 de julho de 1915 - Munique, 10 de setembro de 2012) foi um filósofo e lingüísta alemão.
Hans Joachim Störig nasceu em 1915, estudou História, Filosofia, Sociologia e Direito. Durante o 3.° Reich teve a sua carreira acadêmica proibida por motivos políticos. Foi professor honorário da Universidade de Munique e autor de "Pequena História Universal da Filosofia" e "A Aventura das Línguas: uma viagem através da história dos idiomas do mundo" (título original: Abenteuer Sprache - Ein Streifzug durch die Sprachen der Erde), publicado em língua portuguesa em 1990 e "História Geral da Filosofia" (titulo original alemão: Kleine Weltgeschichte der Philosophie publicado em 1950, cuja 17a edição foi publicada em língua portuguesa em 2008.